# Puliciphora pallicauda
Puliciphora pallicauda är en tvåvingeart som beskrevs av Schmitz 1934. Puliciphora pallicauda ingår i släktet Puliciphora och familjen puckelflugor. Inga underarter finns listade i Catalogue of Life.